# Jaderná elektrárna Jaslovské Bohunice
Jaderná elektrárna Jaslovské Bohunice jsou provozní jadernou elektrárnou na Slovensku. Nachází se u stejnojmenné obce v okrese Trnava. Jedná se v podstatě o tři nezávisle na sobě existující jaderné elektrárny, protože každá má své vlastní vedení a management. Jsou označovány A1, V1 a V2. V budoucnu je plánováno vybudovat elektrárnu V3. V současné době (2024) jsou v elektrárně dva provozní reaktory a tři trvale mimo provoz.

## Historie a technické informace

### Počátky
V Československu již počátkem 50. let existovaly jasné náznaky, že domácí konvenční zdroje energie nebudou pro budoucí energetické zásobování země stačit. Od roku 1954 se konkrétně uvažovalo o možnosti zásobovat domácími zásobami uranu jaderné elektrárny. Proto byl na začátku roku 1955 navázán kontakt se Sovětským svazem za účelem spolupráce v oblasti jaderné energetiky.

### A
Původně bylo plánováno vybudovat dva reaktory, z nichž se realizace dočkal pouze jeden. Elektrárna A se měla skládat z reaktorů A1 a A2.

#### A1
První těžkovodní reaktor chlazený oxidem uhličitým (označovaný jako A1) typu KS-150 byl budován od srpna 1958 a byl uveden do komerčního provozu v prosinci 1972. Jaderný reaktor s označením KS-150 byl vyprojektovaný v SSSR a Československu. Nádobu reaktoru a vnitřní komponenty aktivní zóny, kromě palivových elementů, vyrobil závod Škoda v Plzni. Koncepce reaktoru měla ověřit možnost používat jako palivo neobohacený (přírodní) uran. Palivo bylo v reaktoru umístěno v 148 kanálech, přičemž konstrukce reaktoru umožňovala výměnu paliva za provozu pomocí zavážecího stroje. V reaktoru bylo také umístěno 40 regulačních tyčí. Palivové elementy byly vyrobeny z kovového uranu a opatřeny pseudoslitinou hořčíku a berylia. Aktivní zóna měla průměr 3,56 m a výšku 4,0 m. Bylo v ní umístěno 24,6 t přírodního uranu. Celý reaktor byl pak 20,1 m vysoký a měl průměr 5,1 m. Tloušťka stěny byla od 150 mm do 600 mm.[zdroj?]
Jako moderátor sloužila těžká voda, které bylo v reaktoru 57,2 tun, a reaktor byl chlazen oxidem uhličitým. Chladivo vstupovalo do reaktoru pod tlakem 6,5 MPa a teplotě 112 °C, na výstupu mělo 5,5 MPa a teplotu 426 °C. Reaktorem protékalo 1576 kg/s chladicího plynu.[zdroj?]
Projektovaný tepelný výkon elektrárny byl 560 MW, hrubý elektrický výkon 144 MW, čistý 93 MW. Pro výrobu elektrické energie sloužily 3 elektrické generátory, každý s maximálním výkonem 50 MW.

#### Havárie
V průběhu spuštění a provozu elektrárny A1 docházelo k četným poruchám (jednalo se o první jadernou elektrárnu v Československu), přičemž došlo ke dvěma skutečně závažným haváriím. K první došlo v roce 1976, kdy čerstvý palivový článek nedosedl v aktivní zóně – nebyl správně zajištěn a tlakem plynu došlo k jeho vystřelení ven z reaktoru do prostoru reaktorového sálu (dva mrtví mimo prostor reaktoru, udušení uniklým oxidem uhličitým). K nejzávažnější havárii pak došlo 22. února 1977. Byla hodnocena stupněm 4. V důsledku této havárie bylo rozhodnuto o odstavení elektrárny A-1 z provozu. Došlo k částečnému roztavení aktivní zóny a vzhledem k náročnosti opravy byl blok v roce 1977 vyřazen z provozu a nyní probíhá jeho postupná likvidace.[zdroj?]

#### Likvidace elektrárny
Od roku 1979 probíhá postupná likvidace elektrárny EBO A1. Veškeré jaderné palivo bylo na základě mezistátní dohody odvezeno do Ruské federace. V současnosti představují největší riziko nádrže s radioaktivními kaly a pevné radioaktivní odpady.[zdroj?]

#### A2
V roce 1965 podnik Energoprojekt Praha oznámil, že začal plánovat druhou jadernou elektrárnu o výkonu 400 MW. Mělo se opět jednat o plynem chlazený těžkovodní reaktor na přírodní uran, který měl být zvětšenou variantou reaktoru A1. Cílem bylo zahájit výstavbu již v roce 1968. Do roku 1966 byly provedeny přípravné práce na výstavbu. Na konci 60. let však bylo zřejmé, že konkurence ze strany sovětského VVER-440 je příliš silná, jelikož VVER-440 měl vyšší účinnost, byl hospodárnější a měl lepší technologické parametry (porovnání proběhlo s blokem Novovoroněž 3). Po roce 1970 byl vývoj reaktoru opuštěn na základě nové dohody o výstavbě reaktorů VVER-440/230.

### V1

Schéma aktivní zóny reaktoru KS-150. Modře jsou označeny regulační tyče, zeleně tyče automatického řízení, červeně nouzové regulační tyče, žlutě ionizační kanály.

Další dva reaktory typu VVER-440/230 se označují souhrnně jako elektrárna V1. Jejich výstavba začala v srpnu 1972 a do komerčního provozu byly uvedeny v letech 1980 a 1981. První z nich byl odstaven 31. prosince 2006 a druhý 31. prosince 2008, jako jedna z podmínek vstupu Slovenska do Evropské unie. Na počátku roku 2009 však vláda odsouhlasila jeho opětovné dočasné spuštění v souvislosti se zastavením dodávek zemního plynu z Ruska, ale Evropská komise varovala, že obnovením provozu bloku V1 by Slovensko porušilo evropské právo.
Oba dva bloky byly několikrát náročně modernizovány a upraveny tak, aby odpovídaly bezpečnostním normám. Rekonstrukční práce probíhaly až do roku 2000, kdy byly završeny tzv. Malou rekonstrukcí. Při ní došlo i k vyžíhání tlakových nádob reaktorů, aby bylo částečně odstraněno jejich radiační zkřehnutí.
Po definitivním odstavení druhého bloku V1 muselo Slovensko několik let dovážet energii, do doby, než byla dostavěna elektrárna v Mochovcích.
Na začátku roku 2012 začala společnost Javys (Jaderná vyřazovací společnost) připravovat demolici některých objektů elektrárny. Jedná se především o chladicí věže a ostatní nejaderné zázemí. Likvidace je naplánována ve dvou etapách a potrvá až do roku 2025, cena se bude pohybovat kolem 1,1 miliardy eur.

### V2
Dva reaktory typu VVER-440/213 se označují jako V2 a začaly se stavět v roce 1976. Do komerčního provozu byly uvedeny v roce 1985. Počítá se s životností minimálně 60 let, neboť oba bloky jsou průběžně modernizovány.
V roce 2006 nový Italský vlastník Enel SpA rozhodl o postupném zvyšování výkonu jednotlivých bloků. Nynější hrubý výkon bloků činí 500 MW každý.

### V3
Původní plán na vybudování elektrárny s označením V3 vznikl v 80. letech 20. století. Tehdy se uvažovalo nad výstavbou dvou tlakovodních reaktorů VVER-1000/320, stejných, jako provozuje JETE. Projekt však po roce 1989 zanikl.

#### Oživení plánu
Plány na výstavbu 5. bloku označovaného jako V3 byly představeny v dubnu 2008. Výstavba měla začít v roce 2014, ale v roce 2013 ztratil ČEZ zájem o projekt. V únoru 2023 ČEZ prohlásil, že má zájem o oprášení projektu. Slovenský podnik JESS, ve kterém má ČEZ 49% podíl v reakci na to podala ke slovenskému Úradu jadrového dozoru žádost o vydání povolení na umístění jaderného zařízení o výkonu až 1000 až 1700 megawattů jako náhradu za V1 a postupem času i V2.
V červnu 2025 slovenský premiér Robert Fico oznámi plány na spolupráci se společností Westinghouse. Ta má vybudovat jeden blok AP1000 o hrubém výkonu asi 1200 MW. Rok spuštění byl posunut na rok 2040.

## Informace o reaktorech
| Reaktor                   | Typ reaktoru | Výkon  | Výkon   | Zahájení výstavby | Připojení k síti | Uvedení do provozu | Uzavření     |
| Reaktor                   | Typ reaktoru | Čistý  | Hrubý   | Zahájení výstavby | Připojení k síti | Uvedení do provozu | Uzavření     |
| ------------------------- | ------------ | ------ | ------- | ----------------- | ---------------- | ------------------ | ------------ |
| Jaslovské Bohunice - A1   | KS-150       | 93 MW  | 143 MW  | 1. 8. 1958        | 25. 12. 1972     | 25. 12. 1972       | 17. 5. 1979  |
| Jaslovské Bohunice-1 (V1) | VVER-440/230 | 408 MW | 440 MW  | 24. 4. 1972       | 17. 12. 1978     | 1. 4. 1980         | 31. 12. 2006 |
| Jaslovské Bohunice-2 (V1) | VVER-440/230 | 408 MW | 440 MW  | 24. 4. 1972       | 26. 3. 1980      | 1. 1. 1981         | 31. 12. 2008 |
| Jaslovské Bohunice-3 (V2) | VVER-440/213 | 468 MW | 500 MW  | 1. 12. 1976       | 20. 8. 1984      | 14. 2. 1985        | 2045         |
| Jaslovské Bohunice-4 (V2) | VVER-440/213 | 468 MW | 500 MW  | 1. 12. 1976       | 9. 8. 1985       | 18. 12. 1985       | 2045         |
| Jaslovské Bohunice-5 (V3) | AP1000       |        | 1200 MW |                   | 2040             |                    |              |